# Teamsport

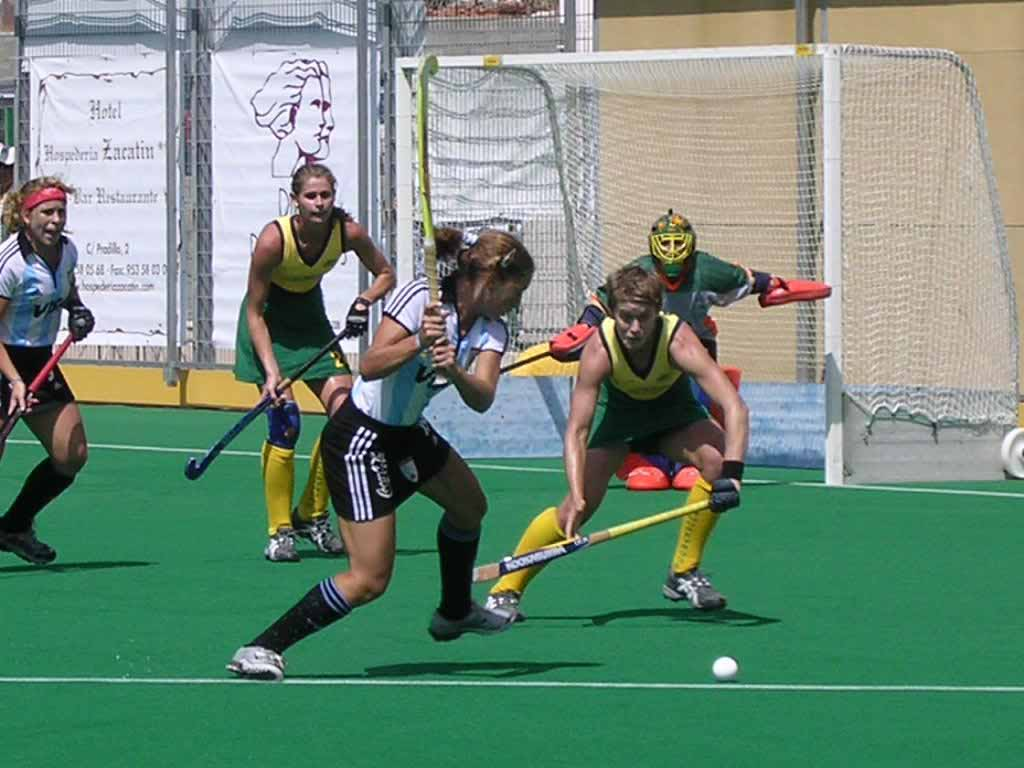
Hockey is een voorbeeld van een teamsport

Een teamsport of ploegsport is een sport waarbij de spelers in (meestal twee) teams verdeeld zijn.
De meeste teamsporten zijn balsporten.
Bij een teamsport zijn tactiek, strategie, en samenwerking vaak belangrijker in het bepalen van het resultaat dan een individuele, meetbare, prestatie. Teamsporten verschillen onder andere in de mate van invloed die een individuele speler kan hebben op het resultaat. Bij volleybal bijvoorbeeld kan een individuele speler nooit een punt scoren zonder dat zijn ploeggenoten het voor hem voorbereid hebben. Bij onder andere hockey of voetbal is het theoretisch mogelijk dat een speler een punt scoort zonder enige inbreng van zijn ploeggenoten.
Voorbeelden van ploegsporten zijn:
- American football
- Basketbal
- Cricket
- Flyball (hondensport)
- Handbal
- Hockey
- Honkbal
- IJshockey
- Korfbal
- Quidditch (sport)
- Voetbal
- Volleybal
- Waterpolo
- Groepsspringen/TeamGym